# Česká (Brno)
Česká ulice (v brněnském hantecu Čára) je jedna z nejznámějších a nejvýznamnějších ulic v Brně. Svůj název získala podle toho, že byla centrem českého kulturního života na přelomu 19. a 20. století. Vede z náměstí Svobody severozápadním směrem na roh Žerotínova náměstí. Celou svojí délkou leží v katastrálním území Brno-město v městské části Brno-střed. 
Nejvýznamnější ulicí, kterou Česká kříží, je Joštova třída na hranici historického jádra. Dále protíná Solniční ulici, kde se od ní ještě vidlicovitě odděluje ulice Veselá. Směrem k náměstí Svobody dále křižuje Jakubskou a navazující Skrytou ulici, což je spojka na Veselou a náměstí Ludvíka Kundery. Českou a Veselou ještě propojuje krátký průchod blízko Solniční a ulice Středova vedoucí z rohu náměstí Svobody.  
Ve většině délky, od náměstí Svobody až k rozšíření před Joštovou, má Česká režim pěší zóny, kde je vyloučen i provoz cyklistů (na rozdíl od jiných pěších zón v centru). Je zde nicméně poměrně frekventovaný provoz zásobování. 
Zastávka Česká je jedním z hlavních brněnských uzlů MHD – projíždí tudy 7 tramvajových linek a konečnou zde má několik linek trolejbusů. Uzel je složitý a jeho nástupiště obepínají blok domů mezi ulicemi Brandlovou, Českou, Joštovou a Moravským náměstím. Navíc leží mezi dalšími uzly, Moravským náměstím a Komenského náměstím, od každého vzdálen jen asi 200 metrů. Díky této dostupnosti (a blízkosti množství kulturních a gastronomických cílů v centru) je v rozšířeném vyústění České (směrem z centra) do Joštovy, tzv. „na Čáře / pod hodinama“, tradiční brněnské místo schůzek.

## Historie

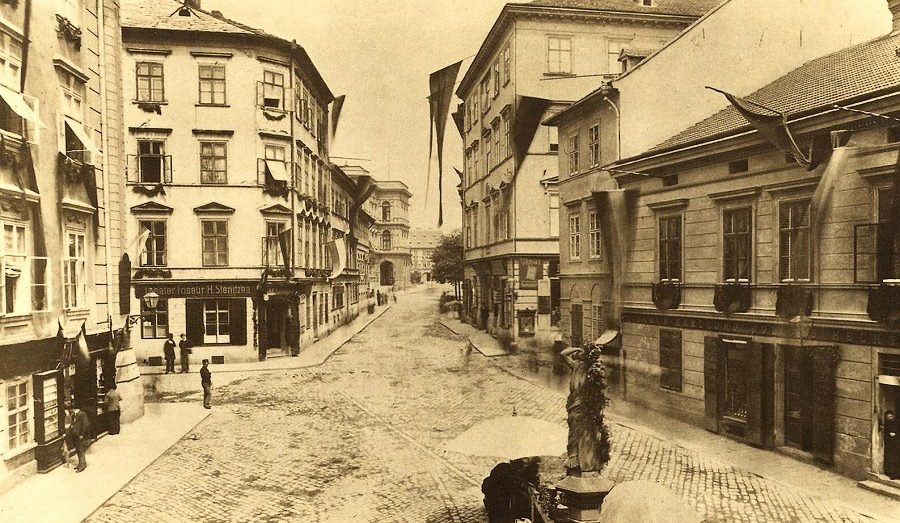
Pohled na Českou směrem k Joštově ulici z roku 1889

První zmínky o ulici pocházejí ze 14. století, kdy nesla název platea Letorum. Název vznikl nepochopením původního pojmenování ulice po příchozích kolonistech, zvaných ve středověku Laetové a následným odvozením od latinského výrazu laetus (veselý, radostný) – českým ekvivalentem je název Veselá ulice. Pod tímto pojmenováním se ukrývala jak dnešní Česká ulice, tak ulice Veselá, která je původem starší. V 17. století dochází k odlišení názvu ulice od Veselé ulice, pojmenováním Neue, nebo též Vordere Fröhlichergasse (česky Nová, nebo též Přední Veselá). V roce 1867 byla přejmenována po rakouském korunním princi a synovi císaře Františka Josefa I. Rudolfovi na Rudolfsgasse (česky Rudolfova, nebo též Rudolfská). V roce 1918 získává svůj dnešní název Česká ulice, podle českého kulturního života kolem knihkupectví Joži Barviče (Barvič & Novotný) a redakce Lidových novin, sídlících (dodnes) v ulici. Výjimku tvoří období německé okupace mezi lety 1939–1945, kdy byl k českému názvu přidán německý Tschechische Gasse.

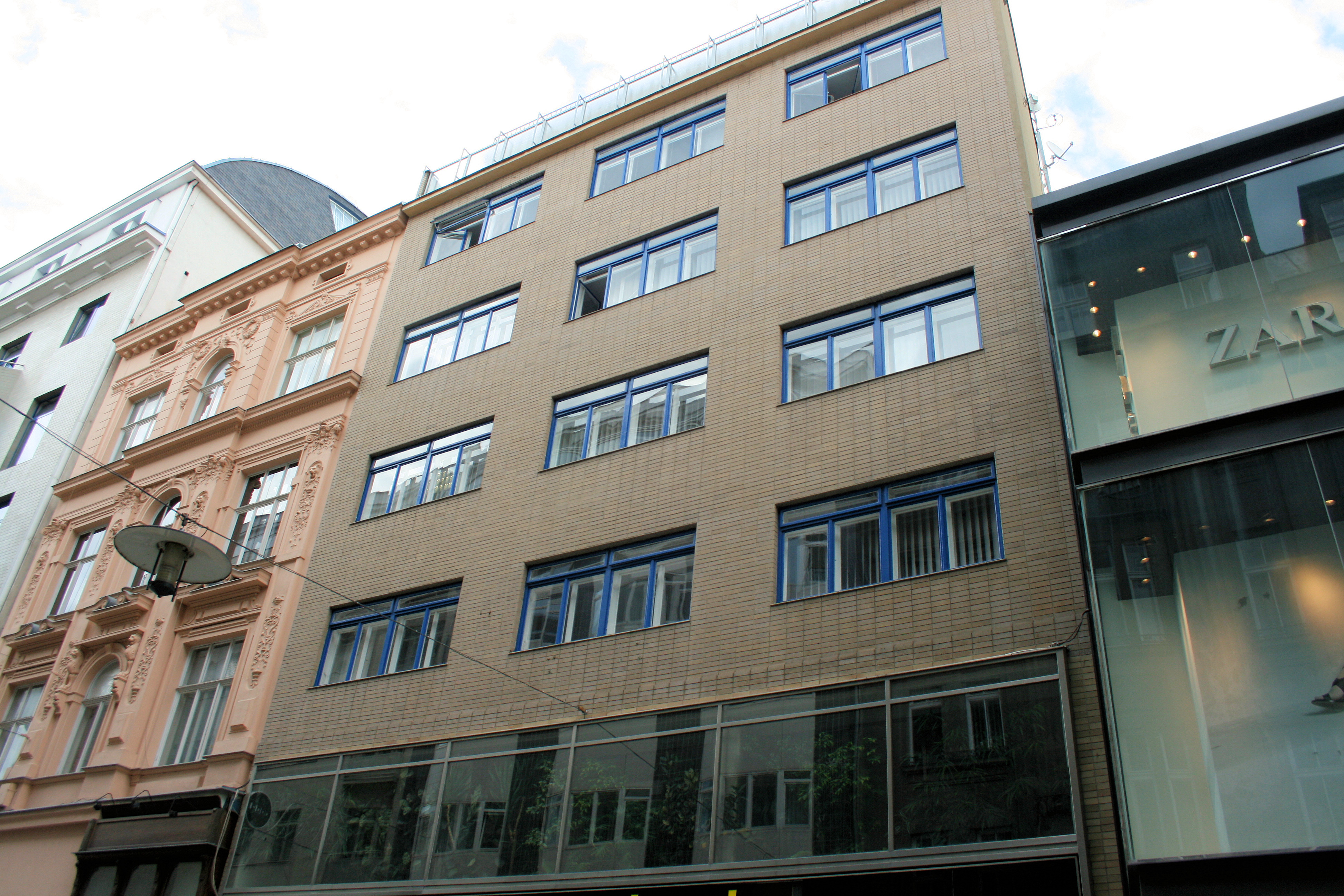
Friedmanův dům

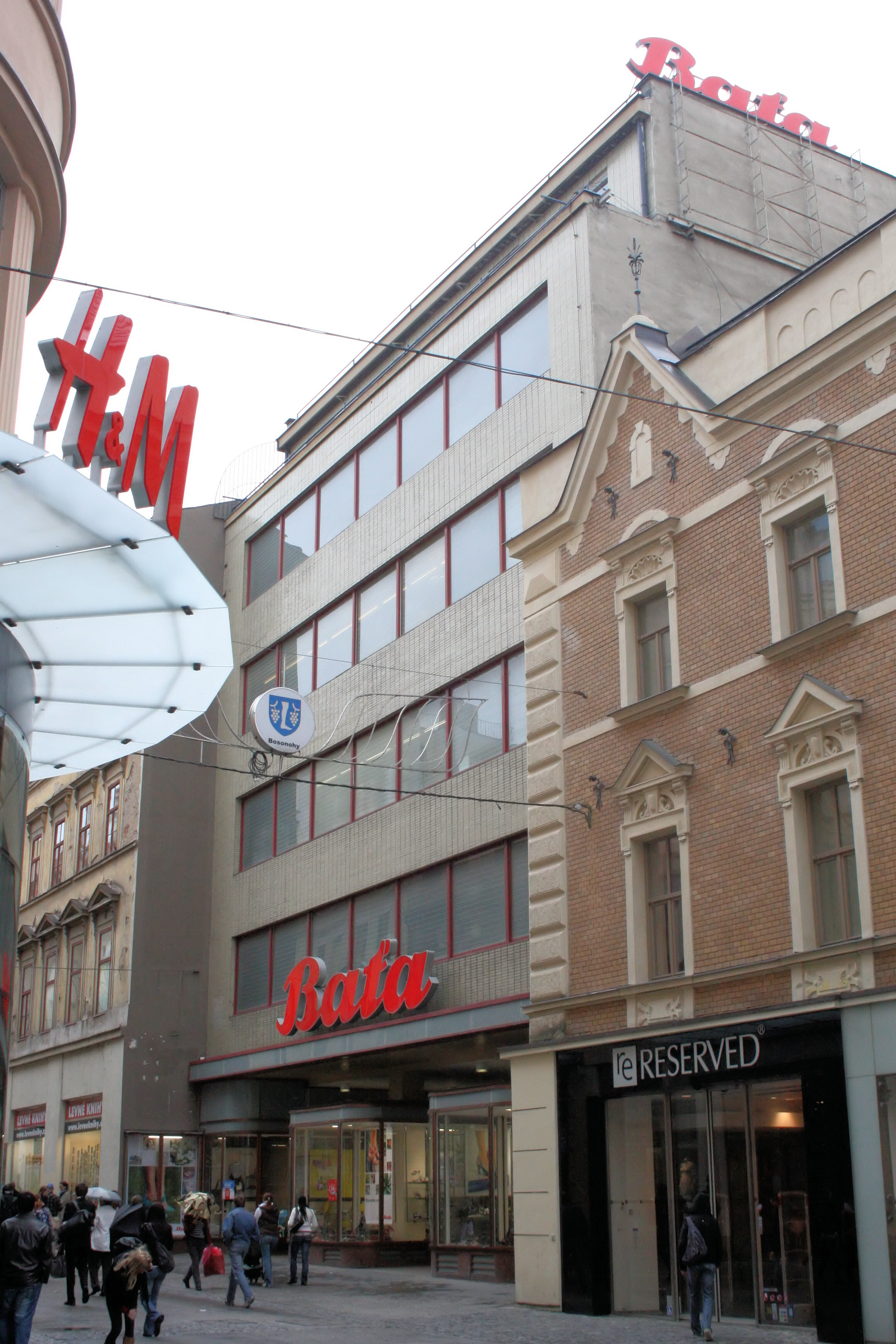
Obchodní dům Baťa (dříve Brouk a Babka)

## Popis
Česká ulice patří k nejrušnějším a nejživějším ulicím města Brna. V severním začátku ulice, mezi křižovatkami s ulicemi Brandlova a Joštova, je ulice z jedné strany lemována budovou Ústavního soudu, která tvoří v části chodníku kryté podloubí. Na opačné straně se nachází Galerie Hřebíček, pekařství Paneria, trafika a Knihkupectví Dobrovský. Za křižovatkou s ulicí Joštovou ulice tvoří "náměstíčko", kde se nachází typické místo srazů (tzv. „na Čáře“, nebo „pod hodinami“ - podle hodin umístěných na rohu jednoho z domů). Své sídlo zde má banka ČSOB. Blíže u křižovatky s Veselou ulicí se nachází známé brněnské okénko, kde se prodává pizza tzv. „do ruky“, které je zde v provozu od počátku devadesátých let dvacátého století. V prostoru za křížením ulic Česká a Veselá, před domem Convallaria, který malou pasáží propojuje tyto dvě ulice, se nachází prostranství s fontánou. Naproti se nachází Hotel Avion, který patří mezi nejužší hotely v Evropě. Vedle něj se nachází Obchodní dům Vágner, s jedním z největších obchodů s papírnictvím a kancelářskými potřebami v České republice. Na stejné straně ulice se nachází funkcionalistický Friedmanův dům, dnes sídlo Raiffeisenbank. Vedle se nachází moderní budova obchodního domu Zara, vystavěná v 21. století. Na protější straně ulice se nachází známé brněnské knihkupectví Barvič & Novotný, které patří k nejstarším ve městě a které patřilo k centrům českého kulturního života na přelomu 19. a 20. století. Za křižovatkou s ulicí Skrytou se nachází Stopkova plzeňská pivnice, jedna z nejznámějších a nejproslulejších pivnic v Brně. Proti ní se nachází obchodní dům Baťa, původně Brouk a Babka, vystavěný ve funkcionalistickém stylu. Vzhledem k tomu, že téměř celá ulice má charakter pěší zóny, je zde velmi rušný provoz chodců. Kromě krátkého úseku mezi křižovatkou s Brandlovou ulicí těsně za křižovatku s Joštovou ulicí, je celá plocha ulice vyasfaltována - Česká ulice je jednou z posledních ulic v centru města, které zatím neprošly rekonstrukcí.

## Významné budovy a instituce

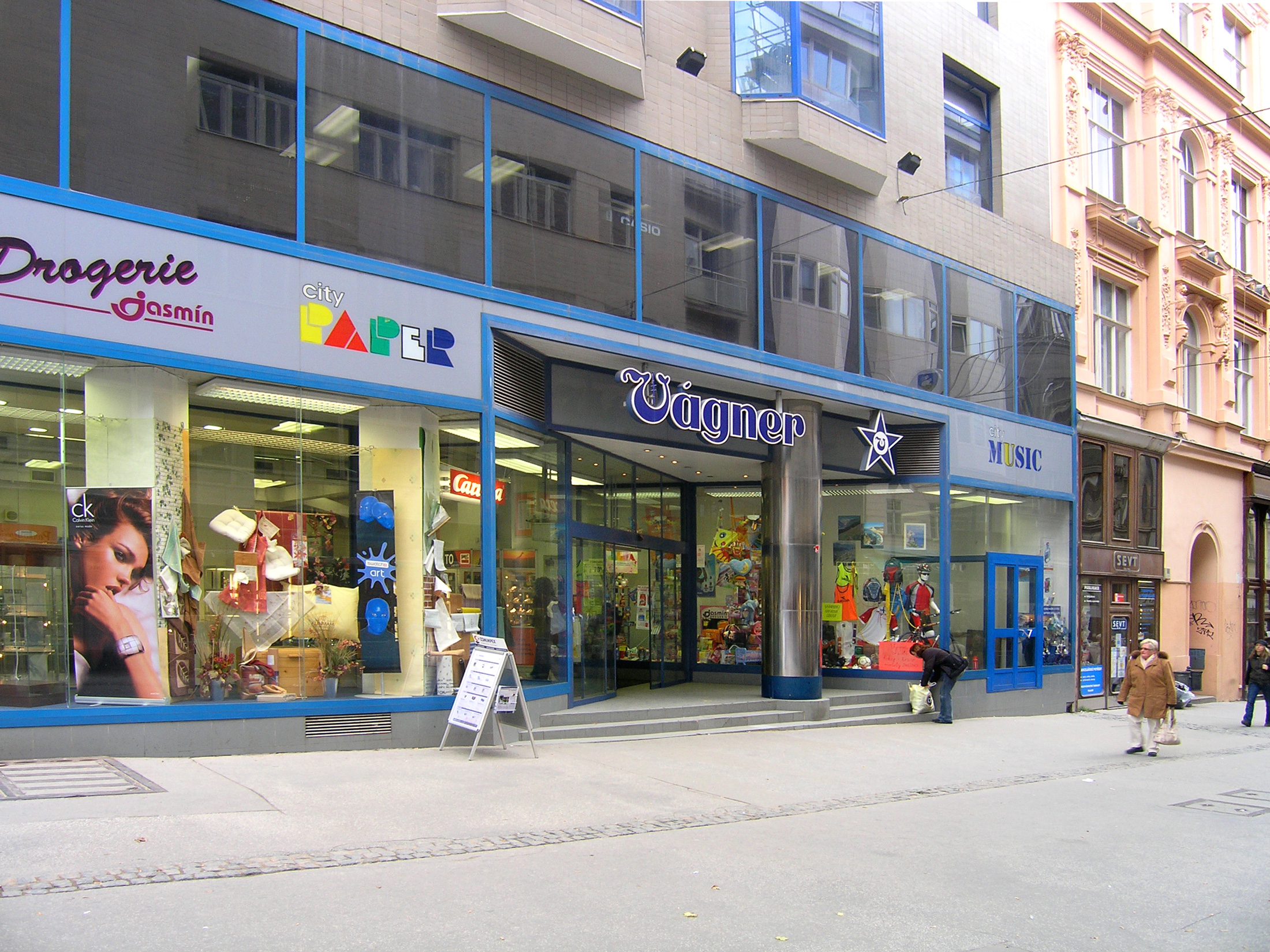
Obchodní dům Vágner

- Obchodní dům Baťa (Česká 4, původně Obchodní dům Brouk a Babka)
- Stopkova plzeňská pivnice (Česká 5)
- Friedmanův dům (Česká 12)
- Knihkupectví Barvič a Novotný (Česká 13)
- Obchodní dům Vágner (Česká 16)
- dům Convallaria (Česká 19, tradiční sídlo redakce Lidových novin a Mladé fronty DNES)
- Hotel Avion (Česká 20)
- Ústavní soud ČR (Česká 33, hlavní vchod z ul. Joštovy)
- Rektorát Masarykovy univerzity (Česká 34, funkčně už Žerotínovo náměstí)

## Významné obchody
- Baťa
- Burger King
- Camaieu
- Deichmann
- H&M
- Lindex
- Mango
- Reserved
- Sisley
- Tchibo
- Zara